# Палм-Айленд

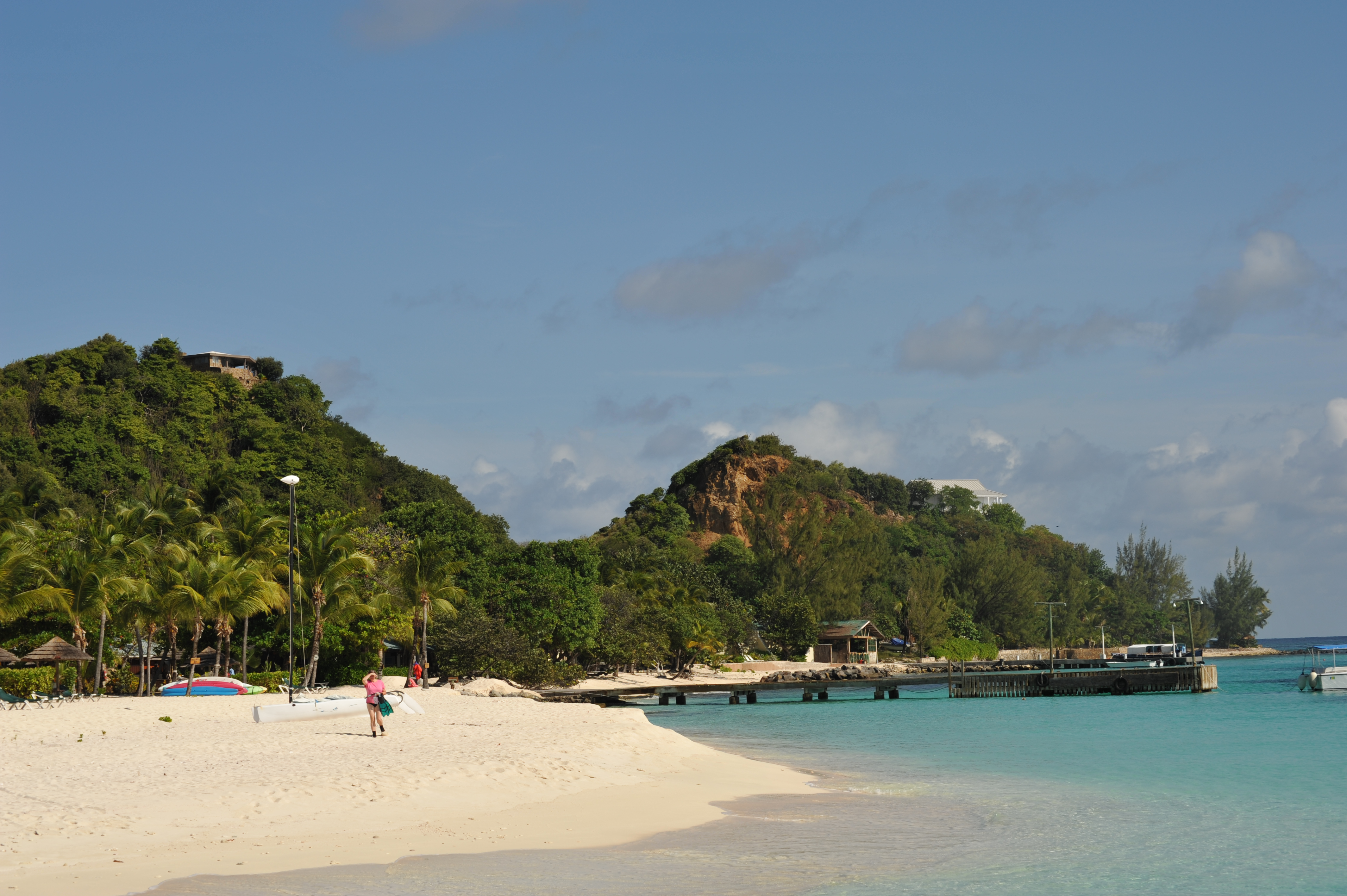
Остров Палм-Айленд

Палм-Айленд (англ. Palm Island) — небольшой островок, входящий в состав Сент-Винсента и Гренадин.

## Название
Оригинальное название острова Прун-Айленд. Остров стали называть Палм-Айлендом, когда бывшие его владельцы высадили сотни кокосовых пальм.

## География
Располагается в полутора километрах восточнее острова Юнион. Площадь 54 га. Находится в частной собственности.

## Туризм
На острове располагается крупный туристический комплекс.